# Charles J. Carney
Charles Joseph Carney (* 17. April 1913 in Youngstown, Ohio; † 7. Oktober 1987 ebenda) war ein US-amerikanischer Politiker der Demokratischen Partei. Vom 30. November 1970 bis 3. Januar 1979 war er Mitglied des Repräsentantenhauses der Vereinigten Staaten für den 19. Kongressdistrikt des Bundesstaates Ohio.

## Leben
Carney besuchte die Schulen in seiner Geburtsstadt und in Campbell. Später besuchte er die Youngstown State University und die Cleveland State University um Jura zu studieren. Von 1950 bis 1970 war er Mitglied des Staatssenats, von 1969 bis 1970 war er Minority leader (Minderheitsführer) im Senat. Während seiner Zeit im Senat knüpfte er verschiedene Kontakte zu Gewerkschaften. Von 1950 bis 1968 war er als Gewerkschaftssekretär bei United Steelworkers tätig.
In einer Special Election wurde Carney 1970 im 19. Wahlbezirk von Ohio als Mitglied des Repräsentantenhauses gewählt. Die Special Election wurde nötig, weil Michael J. Kirwan im Amt verstorben war. Carney konnte seinen Sitz bei den vier folgenden Wahlen verteidigen. 1978 kandidierte er erfolglos gegen Lyle Williams.
Carney starb 1987 in seiner Geburtsstadt. Er wurde dort auf dem Calvary Cemetry beigesetzt.